# Натуршчик
Натуршчик (рус. натурщик) је израз који се усталио на домаћој филмској сцени, а означава глумца који нема глумачког образовања, али је, према редитељском мишљењу способан да интерпретира лик из социјалне средине којој, донекле, и сам припада. У руском језику пак, реч натурщик означава модел који позира сликару. Ипак, веза се може успоставити и са изразом натура (лат. natura) - што значи природа или стварност, чиме се и описује главно задужење глумца-натуршчика - да „портретише лик који је такав у стварности или природи“.